# توفيلديات
التوفيلديات (الاسم العلمي: Tofieldiaceae)، فصيلة نباتات مُزهرة من أحاديات الفلقة ورتبة المزماريات. تحتوي الفصيلة على أربعة أجناس و28 نوعًا. هي نباتات عشبية صغيرة، معظمها من مناطق القطب الشمالي وشبه القطبية، ولكن القليل منها يمتد إلى الجنوب، وجنس واحد يستوطن شمال أمريكا الجنوبية وفلوريدا. تُزرع التوفيلدية القزمة في بعض الأحيان لزينة.
سُميت الفصيلة على عالم النبات البريطاني توماس توفليد.